# Hörby kommun
Hörby kommun är en kommun i Skåne län. Centralort är Hörby som också är kommunens största tätort. 
Kommunen markerar övergången mellan nordöstra Skånes skogsland och slättlandet i söder. I södra delen dominerar lerskiffer i berggrunden, vilket skapar ett svagt böljande slättlandskap med leriga och bördiga moränjordar, idealiska för jordbruk. 
Hörby kommuns näringsliv kännetecknas främst av service, handel och jordbruk. Tillverkningssektorn stod i början av 2020-talet för 11 procent av sysselsättningen, medan jordbruket hade en betydande andel på nästan 9 procent. 
Befolkningstrenden har, med undantag för enskilda år, varit positiv sedan kommunen bildades 1971.
Sedan mitten av 1990-talet har de borgerliga partierna dominerat lokalpolitiken, även om de ibland har samarbetat med partier från andra sidan blockgränsen under vissa mandatperioder.

## Administrativ historik
Kommunens område motsvarar socknarna: Fulltofta, Hörby, Lyby, Långaröd, Svensköp, Södra Rörum, Västerstad, Äspinge, Östra Sallerup  och Östraby. I dessa socknar bildades vid kommunreformen 1862 landskommuner med motsvarande namn. 
Hörby municipalsamhälle inrättades 20 december 1894. Denna upplöstes 1900 när Hörby köping bildades som en utbrytning ur Hörby landskommun. 
Vid kommunreformen 1952 bildades genom sammanläggningar av landskommuner de nya Bjärsjölagårds landskommun och  Östra Frosta landskommun samt en utökad Långaröds landskommun. Köpingen kvarstod oförändrad.
1969 införlivades Östra Frosta och Långaröds landskommuner i Hörby köping. Hörby kommun bildades vid kommunreformen 1971 genom en ombildning av Hörby köping. 1974 införlivades en del ur Bjärsjölagårds kommun (Västerstad och Östraby).
Kommunen ingick från bildandet till den 15 april 2002 i Eslövs domsaga och ingår sen dess i Lunds domsaga.

## Geografi
Kommunen gränsar till kommunerna Eslöv i väst, Höör i nordväst, Hässleholm i norr, Kristianstad i öster, Tomelilla i sydost samt Sjöbo i söder.

### Topografi och hydrografi
Kommunen markerar gränsen mellan nordöstra Skånes skogsland och slättlandet i söder. I den södra delen dominerar lerskiffer berggrunden, vilket formar ett svagt böljande slättlandskap med leriga och bördiga moränjordar som lämpar sig väl för jordbruk. Mellan åkrarna finns små lövskogsdungar och planterade granar. I den norra delen av kommunen dominerar gnejser och graniter, vilket ger upphov till näringsfattiga, steniga och grusiga moränjordar som är svåra att odla. Det resulterar i små åkerfält och betesmarker insprängda i skogsmark.
På platån av Linderödsåsen finns flera myrmarker, varav några fortfarande är relativt orörda av dränering och utvinning av torv.
Nedan presenteras andelen av den totala ytan 2020 i kommunen jämfört med riket.
|  | Bebyggelse (7,2 %) |

|  | Skog (44,1 %) |

|  | Öppen myrmark (1,1 %) |

|  | Jordbruksmark (47,4 %) |

|  | Övrig mark (0,3 %) |

|  | Bebyggelse (3,1 %) |

|  | Skog (68,0 %) |

|  | Öppen myrmark (7,2 %) |

|  | Jordbruksmark (7,4 %) |

|  | Övrig mark (14,3 %) |

### Naturskydd
Det finns nio naturreservat i Hörby kommun.
- Fulltofta gård omfattar 971 hektar och bildades 1971.
- Fulltofta-Häggenäs omfattar 33 hektar och bildades 1977.
- Hörby fälad ligger i tätorten Hörbys nordvästra hörn. Beteslandskap med låga buskar och enstaka träd. Större delen av Hörby fälad är ett fornlämningsområde, så kallad fossil åkermark (fornåker) med röjningsrösen samt forngravar av järnålderstyp (stensättningar och domarringar). Lågedammen, en oval vattensamling, ligger mitt i fäladen.
- Sniberups fälad är en tät enbuskmark med ljung.
- Fjällmossen: Viggarum som ligger norr om Viggarum, blev naturreservat 1984.
- Askebacken med Lyby stubbskottäng består av ett varierat landskap med lövskog, hagmark samt en nyanlagd våtmark och damm.
- Råby hällor ligger strax söder om Hörby tätort. Råby hällor blev naturreservat 2010 och omfattar 40 hektar. Reservatet består av två sammanlöpande bäckraviner med rester av fornåkrar längs sluttningarna.
- Timan  omfattar 5,9 hektar och bildades 2011.
- Hjällen som ligger cirka 1 km söder om Södra Rörum omfattar 32,6 hektar och bildades 2011.

Även en liten del av naturreservatet Borstbäcken finns längst ner i sydvästra hörnet av kommunen.
I Hörby kommun finns även strövområdet Fulltofta vilket är Skånes största strövområde.

### Administrativ indelning
Fram till 2016 var kommunen för befolkningsrapportering indelad i en enda område, Hörby församling.

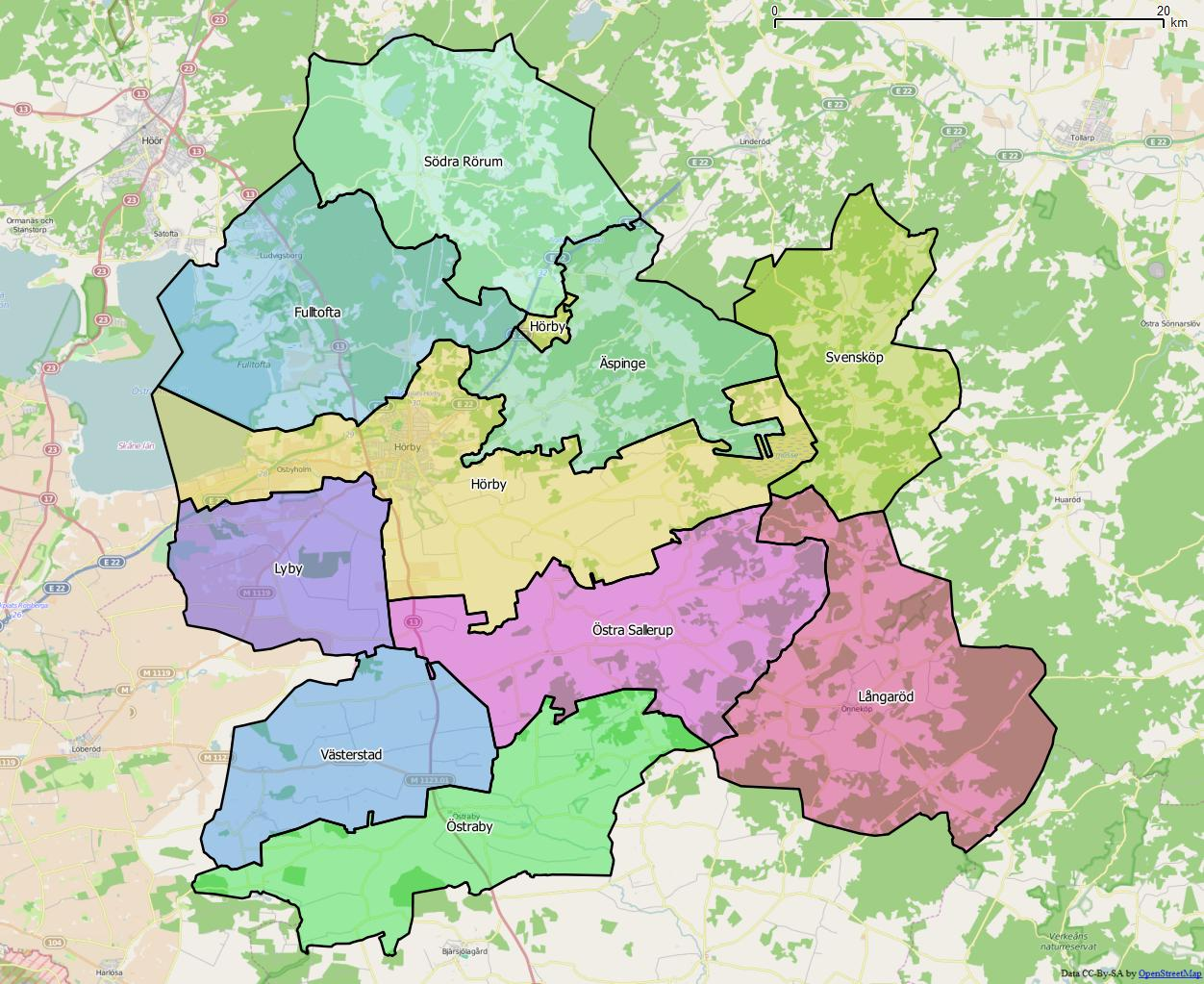
Distrikt (socknar) inom Hörby kommun

Från 2016 indelas kommunen i följande distrikt, vilka motsvarar socknarna:

- Fulltofta
- Hörby
- Lyby
- Långaröd
- Svensköp
- Södra Rörum
- Västerstad
- Äspinge
- Östra Sallerup
- Östraby

### Tätorter
Det finns fem tätorter i Hörby kommun. I tabellen presenteras tätorterna i storleksordning per den 31 december 2018. Centralorten är i fet stil.
| Nr | Tätort         | 1990  | 1995  | 2000  | 2005  | 2010  | 2015  | 2018  |
| -- | -------------- | ----- | ----- | ----- | ----- | ----- | ----- | ----- |
| 1  | Hörby          | 6 407 | 6 479 | 6 421 | 6 651 | 7 085 | 7 459 | 7 642 |
| 2  | Höör (del av*) | 325   | 687   | 695   | 743   | 1 041 | 1 166 | 1 251 |
| 3  | Osbyholm       | 246   | 242   | 243   | 260   | 269   | 298   | 314   |
| 4  | Önneköp        | 148   | 157   | 164   | 185   | 206   | 209   | 224   |
| 5  | Östraby        | 169   | 183   | 192   | 187   | 200   | 195   | 210   |

* Ludvigsborg som tidigare var en egen tätort i Hörby kommun har vuxit samman med tätorten Höör, som i övrigt tillhör Höörs kommun.

## Styre och politik

### Styre
| År        | Partier | Partier | Partier | Partier | Partier | Partier |
| --------- | ------- | ------- | ------- | ------- | ------- | ------- |
| 1994-1998 | C       | M       | FP      | KD      |         |         |
| 1998-2002 | C       | M       | FP      | KD      |         |         |
| 2002-2006 | C       | M       | FP      | HÖR     | KD      |         |
| 2006-2010 | M       | C       | FP      | MP      | KD      |         |
| 2010-2014 | M       | C       | FP      | MP      | KD      |         |
| 2014-2018 | S       | C       | L       | KD      | MP      |         |
| 2018-2022 | SD      | M       | KD      | SPI     |         |         |
| 2022-     | SD      | M       |         |         |         |         |

### Kommunfullmäktige

#### Presidium
| Presidium 2022–2026    | Presidium 2022–2026 | Presidium 2022–2026 |
| ---------------------- | ------------------- | ------------------- |
| Ordförande             | SD                  | Johan Ohlin         |
| Förste vice ordförande | M                   | Anders Malmgren     |
| Andre vice ordförande  | C                   | Paul Jönsson        |

#### Mandatfördelning 1970–2022
| 11 | 16 | 9 | 2 | 3 |

| 36 |

| 10 | 19 | 6 | 2 | 4 |

| 35 | 6 |

| 11 | 18 | 7 |  | 4 |

| 33 | 8 |

| 11 |  | 14 | 6 | 2 | 7 |

| 33 | 8 |

| 12 |  | 14 | 4 | 2 | 8 |

| 32 | 9 |

| 11 | 2 | 13 | 6 |  | 8 |

| 31 | 10 |

| 12 | 2 | 12 | 6 | 2 | 7 |

| 26 | 15 |

| 10 | 2 |  | 11 | 4 | 4 | 9 |

| 28 | 13 |

| 12 | 2 | 6 | 10 | 2 | 2 | 7 |

| 28 | 13 |

| 11 | 3 | 4 | 9 | 3 | 3 | 8 |

| 26 | 15 |

|  | 12 | 2 | 3 | 4 | 8 | 4 | 2 | 5 |

| 27 | 14 |

| 9 | 2 | 4 | 2 | 2 | 6 | 3 | 2 | 11 |

| 27 | 14 |

|  | 8 | 2 | 3 | 5 | 4 | 2 |  | 15 |

| 27 | 14 |

|  | 10 | 2 | 3 | 9 | 5 | 3 |  | 7 |

| 28 | 13 |

|  | 6 |  | 3 | 14 | 5 | 4 | 2 | 5 |

| 27 | 14 |

|  | 6 |  | 12 | 3 | 2 | 2 | 4 |

| 21 | 10 |

### Nämnder

#### Kommunstyrelse
| Presidium 2018–2022    | Presidium 2018–2022 | Presidium 2018–2022 |
| ---------------------- | ------------------- | ------------------- |
| Ordförande             | SD                  | Anders Hansson      |
| Förste vice ordförande | M                   | Lars-Göran Ritmer   |
| Andre vice ordförande  | C                   | Anders Larsson      |

Källa: Sölvesborgs kommun

#### Övriga nämnder
| Nämnder                             | Ordförande | Ordförande      | Vice ordförande | Vice ordförande    | Andre vice ordförande | Andre vice ordförande   |
| ----------------------------------- | ---------- | --------------- | --------------- | ------------------ | --------------------- | ----------------------- |
| Socialnämnden                       | SD         | Mona Olin       | KD              | Kristina Hansen    | C                     | Yvonne Kulstad          |
| Barn- och utbildningsnämnden        | SD         | Stefan Borg     | M               | Anette Persson     | L                     | Ferid Vänerklint        |
| Bygg- och miljönämnden              | SD         | Leif Rosvall    | SD              | Astrid Lofs        | L                     | Birger Torkildsen       |
| Tekniska nämnden                    | SD         | Anders Hansson  | SD              | Leif Rosvall       | C                     | Patrik Karlsson         |
| Kultur- och fritidsnämnden          | SD         | Peter Johansson | SD              | Anders Hansson     | C                     | Thore Lennartsson       |
| Valnämnden                          | M          | Lars Lindwall   | SD              | Stefan Borg        | C                     | Per-Christer Haraldsson |
| Nämnden för VA- och Räddningstjänst | SPI        | Bengt Hedlund   |                 | Höörs kommun utser |                       |                         |
| Överförmyndarnämnden                | SD         | Ingrid Carlsson |                 | Höörs kommun utser |                       |                         |

## Ekonomi och infrastruktur

### Näringsliv
Hörby är i huvudsak en kommun som präglas av service, handel och jordbruk. Tillverkningssektorn står för 11 procent av sysselsättningen, medan jordbruket har en betydande närvaro, nästan 9 procent. Några av de ledande arbetsplatserna är kopplade till jordbruket, exempelvis KLS Ugglarps AB, som är inriktade på avelsverksamhet. Inom tillverkningsindustrin finns ett antal små och medelstora företag, som Nolato MediTech AB, specialiserade på komponenter i silikongummi, och Atos Medical AB, som fokuserar på utveckling och produktion av medicinska implantat – alla belägna i centralorten.

### Infrastruktur

#### Transporter
Kommunen är korsad av Europaväg 22 och riksväg 13. Dessutom sträcker sig Skåneleden genom kommunen.

## Befolkning

### Demografi

#### Befolkningsutveckling
| Befolkningsutvecklingen i Hörby kommun 1970–2020 | Befolkningsutvecklingen i Hörby kommun 1970–2020 | Befolkningsutvecklingen i Hörby kommun 1970–2020 | Befolkningsutvecklingen i Hörby kommun 1970–2020 | Befolkningsutvecklingen i Hörby kommun 1970–2020 |
| --- | ------------------------------------------------ | ------------------------------------------------ | ------------------------------------------------ | ------------------------------------------------ |
| |                                                  |                                                  |                                                  |                                                  |
| År |                                                  |                                                  | Folkmängd                                        |                                                  |
| 1970 | 1970                                             |                                                  | 11 683                                           |                                                  |
| 1975 | 1975                                             |                                                  | 11 871                                           |                                                  |
| 1980 | 1980                                             |                                                  | 12 624                                           |                                                  |
| 1985 | 1985                                             |                                                  | 12 915                                           |                                                  |
| 1990 | 1990                                             |                                                  | 13 528                                           |                                                  |
| 1995 | 1995                                             |                                                  | 13 798                                           |                                                  |
| 2000 | 2000                                             |                                                  | 13 742                                           |                                                  |
| 2005 | 2005                                             |                                                  | 14 274                                           |                                                  |
| 2010 | 2010                                             |                                                  | 14 840                                           |                                                  |
| 2015 | 2015                                             |                                                  | 15 020                                           |                                                  |
| 2020 | 2020                                             |                                                  | 15 653                                           |                                                  |
| Anm: Uppgifterna avser förhållandena den 31 december enligt den kommunala indelningen den 1 januari året efter. Hörby kommun utökades den 1 januari 1974. Siffran för 1970 avser befolkningen för kommunens nuvarande område. |                                                  |                                                  |                                                  |                                                  |

#### Utländsk bakgrund
Den 31 december 2016 utgjorde antalet invånare med utländsk bakgrund (utrikes födda personer samt inrikes födda med två utrikes födda föräldrar) 2 249, eller 14,72 % av befolkningen (hela befolkningen: 15 283 den 31 december 2016). Den 31 december 2002 utgjorde antalet invånare med utländsk bakgrund enligt samma definition 1 087, eller 7,79 % av befolkningen (hela befolkningen: 13 949 den 31 december 2002).
| Bakgrund 31 december 2016                     | Antal  | Andel   | Varav män | Kvinnor |
| --------------------------------------------- | ------ | ------- | --------- | ------- |
| Utrikes födda                                 | 1 848  | 12,09 % | 947       | 901     |
| Inrikes födda med två utrikes födda föräldrar | 401    | 2,62 %  | 197       | 204     |
| Inrikes födda med en inrikes född förälder    | 888    | 5,81 %  | 424       | 464     |
| Inrikes födda med två inrikes födda föräldrar | 12 146 | 79,47 % | 6 123     | 6 023   |

#### Invånare efter de vanligaste födelseländerna
Denna tabell redovisar födelseland för Hörby kommuns invånare enligt den statistik som finns tillgänglig från Statistiska centralbyrån (SCB). SCB redovisar endast födelseland för de fem nordiska länderna samt de 12 länder med flest antal utrikes födda i hela riket. En person som inte kommer från något av de här 17 länderna har istället av SCB förts till den världsdel som födelselandet tillhör. Personer födda i Sovjetunionen samt de personer med okänt födelseland är också medtagna i statistiken.
| Födelseland      | Födelseland                       | Födelseland |
| ---------------- | --------------------------------- | ----------- |
| 31 december 2016 |                                   |             |
| 1                | Sverige                           | 13 435      |
| 2                | Europeiska unionen: Övriga länder | 227         |
| 3                | Polen                             | 218         |
| 4                | Danmark                           | 210         |
| 5                | / SFR Jugoslavien/FR Jugoslavien  | 144         |
| 6                | Europa utom EU: Övriga länder     | 140         |
| 7                | Asien: Övriga länder              | 119         |
| 8                | Irak                              | 116         |
| 9                | Syrien                            | 97          |
| 10               | Tyskland                          | 88          |
| 11               | Thailand                          | 69          |
| 12               | Bosnien och Hercegovina           | 68          |
| 13               | Finland                           | 64          |
| 14               | Afghanistan                       | 63          |
| 15               | Afrika: Övriga länder             | 48          |
| 16               | Iran                              | 39          |
| 17               | Norge                             | 38          |
| 18               | Sydamerika                        | 32          |
| 19               | Nordamerika                       | 30          |
| 20               | Island                            | 21          |
| 21               | Oceanien                          | 6           |
| 22               | Sovjetunionen                     | 4           |
| 23               | Eritrea                           | 3           |
| 23               | Turkiet                           | 3           |
| 25               | Somalia                           | 1           |
| 26               | Okänt födelseland                 | 0           |

#### Utländska medborgare
Den 31 december 2016 hade 985 invånare (6,45 %), varav 567 män och 418 kvinnor, ett utländskt medborgarskap och saknade samtidigt ett svenskt sådant. Personer som har både utländskt och svenskt medborgarskap räknas inte av Statistiska centralbyrån som utländska medborgare.

## Kultur

### Kulturarv
- Fulltofta slott
- Kvesarums slott
- Osbyholms slott

### Kommunsymboler

#### Kommunvapen
Blasonering: Sköld delad i rött och silver, i övre fältet en våg upphängd på spetsen av ett svärd, båda av silver, i nedre fältet ett rött andreaskors.
Den övre bilden, vågskålen, är symbol för rättvisan och syftar på att Hörby från 1600-talet varit tingsplats i Frosta härad, medan den undre, andreaskorset, om skärningspunkten för vägar och ortens betydelse som vägknut. Vapnet fastställdes för Hörby köping 1949 och övertogs direkt av kommunen då inga konkurrerande vapen fanns. Det registrerades hos PRV 1974.

#### Kommunfågel

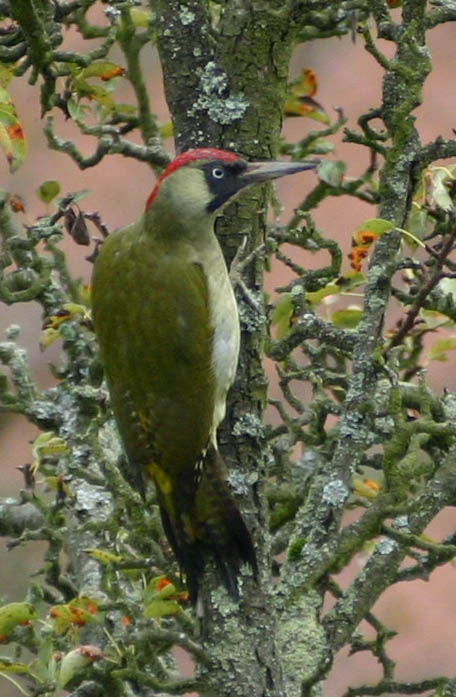
Gröngölingen är Hörbys kommunfågel.